# Jurij Vladimirovič Usačëv
Jurij Vladimirovič Usačëv (in russo Юрий Владимирович Усачёв?; Doneck, 9 ottobre 1957) è un cosmonauta russo.

## Biografia
Usačëv è nato nell'Unione delle Repubbliche Socialiste Sovietiche, nell'oblast' di Rostov, è sposato con Vera Sergeevna Nazarova e la coppia ha una figlia di nome Ženja.

Nel 1985 ha conseguito un diploma in ingegneria all'Istituto dell'Aviazione di Mosca.
Dopo il diploma ha partecipato all'addestramento per le attività extraveicolari per future costruzioni nello spazio. Tra 1989 ed il 1992 ha seguito un corso generale per missioni nello spazio. Dall'8 gennaio al 9 luglio 1994 è stato nella stazione spaziale russa Mir con la missione Sojuz TM-18 come ingegnere di bordo. Dal 21 febbraio al 2 settembre 1996 è tornato nella Mir con la Sojuz TM-23. Nel 2000 ha volato con la missione STS-101 dello Shuttle ed ha contribuito all'assemblaggio della Stazione spaziale internazionale dove è tornato con l'equipaggio della Expedition 2 (partito con la STS-102 e rientrato con la STS-105).
Complessivamente ha trascorso in orbita più di 550 giorni compiendo 6 passeggiate spaziali.